# Itame correlatum
Itame correlatum là một loài bướm đêm trong họ Geometridae.